# Philipotabanus pictus
Philipotabanus pictus är en tvåvingeart som beskrevs av Gorayeb och Albertino Rafael 1984. Philipotabanus pictus ingår i släktet Philipotabanus och familjen bromsar. Inga underarter finns listade i Catalogue of Life.